# Marguerite Delorme

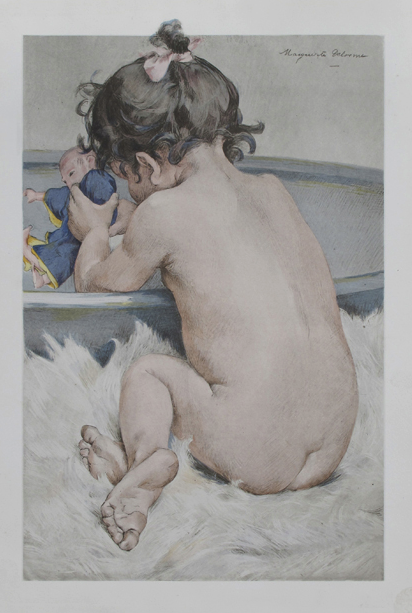
Marguerite Delorme La Poupée (1898) - Litografia pubblicata da
L'Estampe moderne

Marguerite Delorme (Lunéville, 10 settembre 1876 – Lilla, 26 luglio 1946) è stata una pittrice francese. Il suo nome completo era Marguerite Anne Rose Delorme.

## Biografia
Marguerite Delorme è stata allieva di Luc-Olivier Merson, Raphaël Collin et Paul Leroy 
Non potendo completare i suoi studi perché l'École des Beaux Arts non consentiva l'iscrizione alle femmine, si iscrive ad una Accademia privata.
Ella diventerà una delle due muse di Luc-Olivier Merson per le sue opere all'Opéra Comique de Paris e per l'illustrazione della banconota da cento franchi.
All'inizio della sua carriera Marguerite Delorme si interessa all'infanzia, poi alla Bretagna prima di scoprire l'Italia e in seguito il Marocco, del quale ella fornisce un punto di vista diverso da quello dei suoi contemporanei maschi.
Ella partecipa al Salon des artistes français di cui diventa membro nel 1897 . 
Marguerite dipinge numerose tavole in Marocco dove si era trasferita con il padre, Edmond Delorme, medico militare.
Nel 1898, La Poupée, una litografia ispirata da Alphonse Daudet, fu pubblicata nella prestigiosa rivista L'Estampe moderne.
È considerata esponente della corrente pittorica conosciuta come orientalismo.